# Typhlodromips jiangxiensis
Typhlodromips jiangxiensis är en spindeldjursart som först beskrevs av Zhu och Chen 1982.  Typhlodromips jiangxiensis ingår i släktet Typhlodromips och familjen Phytoseiidae. Inga underarter finns listade i Catalogue of Life.